# Mahina
Mahina és un municipi de la Polinèsia Francesa, situat a l'illa de Tahití, que es troba a les Illes del Vent, que formen part de l'arxipèlag de les Illes de la Societat. El 2017 tenia 14.763 habitants. Forma part de l'aglomeració de Papeete.

## Geografia
Té dos llocs naturals notables:
- la punta Vénus, on hi desembarcà la primera expedició de James Cook per a observar el trànsit de Venus del 3 de juny de 1769;
- el pic Orohena, el pic més alt a Tahití.

## Història
Fou a la badia de Matavai, adjacent a la punta Vénus. on hi desembarcaren els primers missioners protestants anglesos enviats per la Societat Missionera de Londres el 5 de març de 1797. Aquesta arribada encara es commemora anyalment. També es poden veure dofins a la badia.
Des de 1867 el Far de Punta Venus assenyala l'extrem nord de l'illa de Tahití.